# Прапроче-в-Тухиню
Прапроче-в-Тухиню (словен. Praproče v Tuhinju) — поселення в общині Камник, Осреднєсловенський регіон, Словенія. Висота над рівнем моря: 729,7 м.